# Degerö, Ekenäs
Degerö är en ö i Finland. Den ligger strax sydost om Ekenäs centrum i kommunen Raseborg i den ekonomiska regionen  Raseborg  och landskapet Nyland, i den södra delen av landet, 80 km väster om huvudstaden Helsingfors.